# كدمة مفتاح

تعديل مصدري - تعديل

كدمة مفتاح هي إحدى قرى عزلة جعار بمديرية خنفر التابعة لمحافظة أبين، بلغ تعداد سكانها 98 نسمة حسب تعداد اليمن لعام 2004.